# Ivar Jacobson
Ivar Hjalmar Jacobson (født 2. september 1939 i Ystad, Sverige) er en svensk datalog.
Han tog sin ingeniøreksamen på Chalmers tekniska högskola i Göteborg i 1962 og fik en doktorgrad fra Kungliga Tekniska Högskolan i Stockholm i 1985.
I 1967 foreslog han opdeling af software i komponenter i forbindelse med et softwarekontrolleret telefonsystem som Ericsson var ved at udvikle. Han udviklede forskellige typer af diagrammer til at beskrive dette.
Han mente at der var behov for at lave softwareudvikling ud fra arbejdstegninger (blue prints) og var derfor en af de første der var med til at udvikle SDL (Specification Description Language). I 1967 blev SDL en standard i telekommunkationsindustrien.
Hos Ericsson opfandt han også use case som en metode til at beskrive krav til software.
I april 1987 forlod han Ericsson og grundlagde Objectory AB hvor han udviklede softwareprocessen OOSE i 1992.
I oktober 1995 fusionerede han Objectory med Rational Software og begyndte at arbejde sammen med Grady Booch og James Rumbaugh om at lave først UML og senere Rational Unified Process. Da Rational blev købt af IBM i 2003 besluttede Ivar sig for at forlade firmaet, men blev som teknisk konsulent indtil maj 2004.
I november 2005 annoncerede Jacobson, at han arbejder på at lave Essential Unified Process, som han betegner som en "super letvægts og meget fleksibel" metode til softwareudvikling til Visual Studio Team System fra Microsoft.